# Sibirisk knölsvärta
Sibirisk knölsvärta (Melanitta stejnegeri) är en mörk andfågel som tidigare behandlats som underart till knölsvärta, eller tillsammans med denna som en del av svärtan. Den urskiljs allt oftare som egen art. Som namnet avslöjar häckar den i Sibirien, medan den vintertid övervintrar i Stilla havet från Kamtjatkahalvön söderut till Japan, Korea och Kina. Mycket sällsynt påträffas den även i Europa, med bland annat ett 20-tal fynd i Sverige. Arten minskar i antal, men beståndet anses ändå vara livskraftigt. 

## Utseende
Sibirisk knölsvärta är en stor dykand som mäter 51–58 centimeter. Den har lysande vita armpennor som ses i flykten på långt håll. Den adulta hanen är helsvart med en vit fläck under ögat, medan honan är smutsbrun med två ljusa fläckar på huvudet. Näbben hos adult hane är i det närmaste trefärgad i rött, gult och orange.
Denna art är mycket lik den europeiska svärtan och framför allt den amerikanska knölsvärtan. Hane av sibirisk knölsvärta skiljer sig från adult hane av amerikansk knörlsvärta genom flackare övergång mellan hjässan, mer markant näbbknöl, gul underkant på den orangeröda näbbspetsen (istället för tvärtom) samt mindre svarta kanter på undernäbben. Flankerna är vidare helsvarta istället för mörkbruna.

## Läte
Arten är liksom de övriga svärtorna en tystlåten andfågel, men visslande "fee-er" från spelande hanar, låga och nasala "aah-er" och från honor kväkande "kraa-ah kraa-ah kraa" finns noterade.

## Utbredning och systematik
Sibirisk knölsvärta, amerikansk knölsvärta (M. deglandi) och svärta (M. fusca) beskrevs från början alla tre som egna arter, men fördes ihop till en enda i början av 1900-talet, under fusca, efter Dwight (1914) och Hartert (1920). De tre taxonen går dock att skilja åt i alla åldrar och kön genom dräktskillnader, näbbens färg och form samt huvudform. Hybridisering mellan de tre taxonen är okänd, vilket är ovanligt bland andfåglar, och det förekommer inte klinala variationer. På grund av detta delade BirdLife Sveriges (tidigare Sveriges ornitologiska förening) taxonomiska kommitté upp svärtan som en art och de båda knölsvärtorna, med underarterna deglandi och stejnegeri som en art i januari 2007. I mars 2019 delades även de båda knölsvärtorna upp som var sin art: amerikansk och sibirisk knölsvärta. Denna linje följs idag av flera stora taxonomiska auktoriteter som International Ornithological Congress (IOC) och Clements et al.
Sibirisk knölsvärta häckar i Sibirien från Jenisej österut till Kamtjatka och söderut till Mongoliet, lokalt även i nordöstra Kazakstan. Det finns en utbredningslucka mellan amerikansk och sibirisk knölsvärta kring Berings sund, eftersom de båda arterna föredrar att häcka på tajga. De båda knölsvärtorna är flyttfåglar och drar sig då ut till kusterna. Sibiriska knölsvärta förekommer vintertid utmed Kamtjatkas kust och vid Kommendörsöarna söderut till Japan, Korea och Kina. Under vintern överlappar de båda knölsvärtornas utbredningsområde och det förekommer blandflockar.

### Sibirisk knölsvärta i Europa
Fågeln är en sällsynt gäst i Europa med enstaka fynd från alla länder i Norden, Estland och Lettland samt Storbritannien, Irland, Spanien, Frankrike och Polen. Det första fyndet gjordes 4 december 1886 i franska Somme.
I Sverige föreligger numera 27 fynd efter ny fyndbedömning av BirdLife Sveriges raritetskommitté, alla gamla hanar. Det första gjordes av en sträckande fågel vid Utlängan i Blekinge 3/5 2012. Den har även noterats i Båstad i Skåne, i Halland, på Öland, vid Landsort, i Stockholms skärgård samt i Hörnefors i Västerbotten. Tidigare ansågs flera av fynden utgöra samma individer, men dessa betraktas numera som sannolikt olika individer, baserat på att arten visat sig vara en visserligen sällsynt men regelbunden gäst under sträcket i Europa. Fågeln i Hörnefors som återkommit fem år i rad 2018–2022 tros dock vara en och samma individ. Under 2022 sågs hela sju nya individer.

## Ekologi
Sibirisk knölsvärta föredrar att häcka på taiga och inte på öppen tundra. Den häckar runt små sjöar i boreala skogar och arktisk tundra. Under vintern återfinns de i stora täta flockar som har en tendens att lyfta samtidigt.

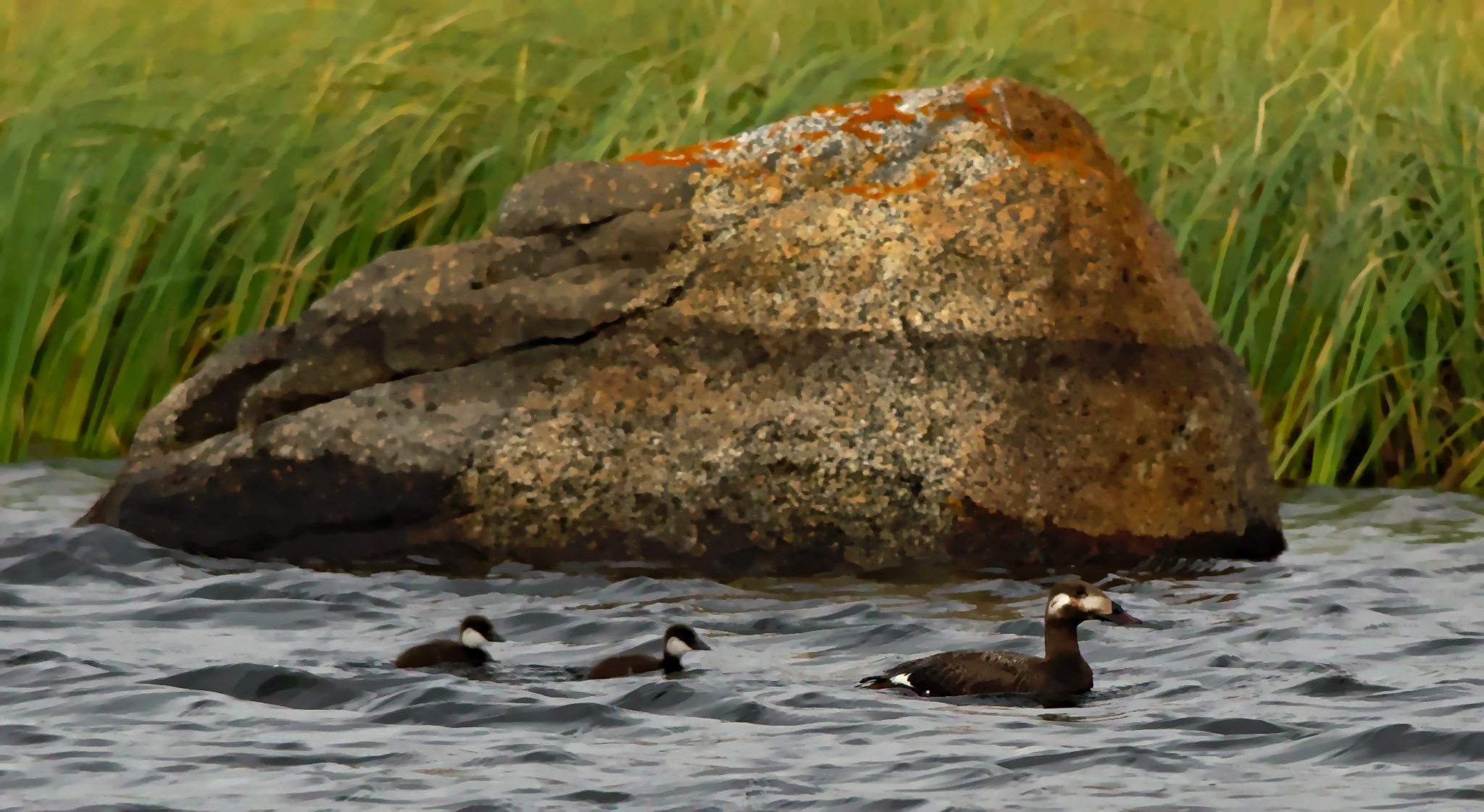
Hona sibirisk knölsvärta med ungar.

Fågeln lever främst av mollusker, men också mask, tagghudingar, småfisk och i sötvatten insekter och insektslarver. Vintertid i Japan lever den huvudsakligen av krabbor (Pinnixa ratubuni) som den fångar på hela 30–40 meters djup.
Häckningsbiologin är jämfört med svärtan och knölsvärtan mycket mer okänd, men den tros inleda häckningen i månadsskiftet maj/juni.

## Sibirisk knölsvärta och människan

### Status och hot
Arten har ett stort utbredningsområde och en stor population, men tros minska i antal, dock inte tillräckligt kraftigt för att den ska betraktas som hotad. Internationella naturvårdsunionen IUCN kategoriserar därför arten som livskraftig (LC). Världspopulationen uppskattas till mellan 600 000 och en miljon individer.

### Namn
Fågelns vetenskapliga artepitet hedrar Leonhard Hess Stejneger (1851–1943), norsk zoolog bosatt i USA 1881–1943 och utställningskommissarie vid Smithsonian Institution 1884–1943. Stejneger beskrev arten 1893.